# نبرد والمی
نبرد والمی نخستین پیروزی مهم ارتش انقلابی فرانسه در جنگ‌های انقلاب فرانسه بود که به دنبال انقلاب کبیر فرانسه رخ داد. این نبرد در ۲۰ سپتامبر ۱۷۹۲ میلادی اتفاق افتاد؛ زمانی که، ارتش پروس به رهبری دوک برونسویک کوشید به پاریس حمله کند. ژنرالها فرانسیس کلرمان و فرانسیس دو موریه، فرماندهان ارتش فرانسه، در دهکدهٔ والمی پیشروی پروسی‌ها را متوقف کردند.
در این جنگ، که در آغاز مبارزات انقلابی اتفاق افتاد-که به جنگ ائتلاف اول مشهور است- دولت جدید بدون ثبات فرانسه در جنگی محلی به پیروزی با روحیه‌ای برای ادامه روند انقلاب دست یافت. مطابق بررسی‌های امروزی تاریخدانان نتیجه حاصله را بسیار غیرقابل پیش‌بینی توصیف کرده واز آن به عنوان یکی از بزرگترین نبردهای تاریخ یاد می‌کنند.